# Пестово (Одинцовский район)
Пестово — деревня в Одинцовском районе Московской области России. Входит в сельское поселение Никольское, до 2006 года входила в состав Шараповского сельского округа. В деревне числятся 7 садоводческих (СНТ) и 1 дачное (ДНТ) товарищество.
Деревня расположена на юго-западе района, в 7 километрах к юго-западу от Звенигорода, на правом берегу реки Островни, высота центра над уровнем моря — 187 м.
Впервые в исторических документах деревня встречается в писцовой книге 1558 года, как владение Савво-Сторожевского монастыря, которому принадлежала до секуляризационной реформы 1764 года. По Экономическим примечаниям 1800 года деревня входила в «экономическую» Покровскую волость, имела 11 дворов, 46 мужчин и 55 женщин. На 1852 год в казённая деревне Пестово числилось 20 дворов, 64 души мужского пола и 78 — женского, в 1890 году — 158 человек. По Всесоюзной переписи 17 декабря 1926 года числилось 39 хозяйств и 205 жителей, по переписи 1989 года — 20 хозяйств и 33 жителя.

## Население
| 1852 | 1859 | 1890 | 1926 | 1989 | 2002 | 2006 |
| ---- | ---- | ---- | ---- | ---- | ---- | ---- |
| 142  | ↗159 | ↘158 | ↗205 | ↘33  | ↘14  | →14  |
| 2010 |      |      |      |      |      |      |
| ↘11  |      |      |      |      |      |      |